# Nick Knatterton
Nick Knatterton war eine in den Jahren 1950 bis 1959 in der deutschen Illustrierten Quick erscheinende Comicserie mit der Hauptfigur eines Meisterdetektivs gleichen Namens. Autor und Zeichner der Serie war Manfred Schmidt.

## Hintergrund
Manfred Schmidt wollte mit Knatterton nach eigener Aussage eigentlich die US-amerikanischen Superman-Comics parodieren. Der Name spielt auf Nick Carter und Nat Pinkerton an, zwei Kriminalromanserien der Vorkriegszeit in Heftformat.
Eine erste in Chicago spielende Detektivgeschichte schrieb und illustrierte Schmidt bereits im Jahr 1935 für die Zeitschrift Grüne Post: „Das markante Kinn ist schon da und auch der gegen alle Gesetze der Zeichenkunst durchkarierte Mantel. Schmidt musste die Figur nach dem Krieg nur als Comic wiederbeleben.“
Die mit vielen, oft politischen Seitenhieben auf die sogenannte Wirtschaftswunderzeit, das Finanzamt und Adenauer & Co. ausgestatteten Geschichten erschienen zunächst wöchentlich mit jeweils zwei Bildstreifen in der Quick, wobei die Längen der Geschichten zwischen elf und 38 Folgen variierten. Die Comicserie wurde auch ins Ausland verkauft und erfreute sich dort wie in Deutschland großer Popularität.
Es gibt eine Nick-Knatterton-Ehrenmütze des Bundes Deutscher Kriminalbeamter.

### Vorbilder
Eigenschaften, die Nick zu seinen herausragenden detektivischen Leistungen verhelfen, sind (neben seiner enormen Körperkraft) sein präzises Seh-, Hör- und Riechvermögen sowie seine überlegenen geistigen Fähigkeiten. Diese sind auch ein Hinweis darauf, dass „Sherlock Holmes“ von Sir Arthur Conan Doyle ein Vorbild für Nick gewesen sein könnte. Weitere Ähnlichkeiten sind: Beide sind hager und groß, haben scharfgeschnittene Gesichtszüge, sind Pfeifenraucher und Geigenspieler. Ferner trägt er wie Sherlock Holmes einen karierten Mantel und beide haben genügend Geld, um nicht ständig arbeiten zu müssen.
Ein weiteres Vorbild für Nick Knatterton war Nat Pinkerton, die Hauptfigur der zwischen 1907 und 1915 erstmals erschienenen, in den USA spielenden deutschen Romanheftserie „Nat Pinkerton, der König der Detectivs“. Manfred Schmidt las sie bereits als Jugendlicher. In dieser Serie waren Verfolgungsjagden und Schießereien an der Tagesordnung. Die Lösung eines Kriminalfalles kam nicht mehr durch raffiniertes Nachdenken (wie z. B. bei Sherlock Holmes), sondern im Verlauf einer turbulenten Handlung zustande.
Der Auslöser für Schmidts Arbeit an Nick Knatterton war laut eigener Angabe der Comic „Superman“, über den er wörtlich sagte: „Das war eine Bildergeschichte, wo den handelnden Personen textgefüllte Blasen aus Mund, Nase und Ohren oder Stirn quollen, je nachdem sie etwas sagten, hörten, rochen oder gar dachten. Spiralen um den Kopf deuteten schwindendes Bewusstsein an, Sternchen einen vorangegangenen Schlag aufs Kinn oder andere empfindliche Körperstellen. Ein Handlungsablauf, der in einem Roman viele Seiten füllen würde, war hier auf ein kleines Bild komprimiert, so erzielte man eine fast 95-prozentige Leseersparnis.“ Superman und Nick sind allerdings recht unterschiedlich: Erstens hat Nick keine direkten Superkräfte, all seine Fähigkeiten sind übertriebene Ausprägungen menschlicher Fähigkeiten, und zweitens hat er kein Alter Ego, anders als Superman, dessen zweites Ich ein kleiner, unscheinbarer Reporter ist.
Ein weiteres Vorbild für Nick Knatterton könnte die Comicserie „Dick Tracy“ gewesen sein. Allerdings beschränken sich die Gemeinsamkeiten auf die scharfgeschnittenen Gesichtszüge der Hauptpersonen sowie ihren Kampf gegen das Verbrechen. Die Gewaltdarstellungen in „Dick Tracy“ sind brutal, führten sogar zu (erfolglosen) Publikumsprotesten, während Gewalt bei Nick Knatterton stets harmlos ins Bild gebracht wird und es nie Tote gibt. Dick Tracy ist zudem ein geradezu prototypischer Polizist, während Nick Knatterton Privatdetektiv ist und mit der Polizei bisweilen Probleme hat, z. B. in „Der Schuß in den künstlichen Hinterkopf“.
Zusammenfassend lässt sich sagen, dass es viele offensichtliche Gemeinsamkeiten von „Nick Knatterton“ mit „Sherlock Holmes“ und „Nat Pinkerton“ gibt, während „Superman“ nur als Motiv für Manfred Schmidts Arbeit gesehen werden kann und „Dick Tracy“ auch nur eine entfernte Verwandtschaft aufweist.

## Veröffentlichungen
Ab dem Jahr 1952 erschienen Sammelbände, in denen jeweils zwei bis drei Knatterton-Episoden in überarbeiteter Form veröffentlicht wurden. In den 1970er-Jahren wurden die Geschichten zunächst zu zwei Bänden zusammengefasst, anschließend in einem Band als Gesamtausgabe veröffentlicht, in der jedoch zwei Episoden fehlten. Diese zwei fehlenden Episoden wurden im Jahr 1983 in dem Comic-Magazin Comic Forum in den Ausgaben Nr. 17 und Nr. 18 abgedruckt. Erst mit der Jubiläumsausgabe aus dem Jahr 1998 ist eine wirkliche Gesamtausgabe erhältlich. Jedoch auch in dieser Ausgabe sind die Geschichten nicht in der chronologischen Reihenfolge angeführt. Im Jahr 2007 wurde eine weitere Gesamtausgabe veröffentlicht, die inhaltlich mit der aus dem Jahr 1998 vollkommen identisch ist. Allerdings sind die Comics im sogenannten Stripformat abgebildet, d.h., es wird auf jeder Seite ein Comic wiedergegeben. Der von Eckart Sackmann zum hundertsten Geburtstag Manfred Schmidts veröffentlichte Band „Oh, Nick Knatterton“ enthält erstmals die erste Geschichte der Serie in jener Fassung, in der sie seinerzeit in der Quick abgedruckt wurde.

## Die Geschichten
Laut der von Manfred Schmidt erdachten Herkunftsgeschichte stammt der Meisterdetektiv von einem uralten Adelsgeschlecht bei Kyritz an der Knatter ab. Schon früh zeigte sich bei dem jungen Nikolaus Kuno Freiherr von Knatter große Intelligenz, was in den Entschluss mündete, Detektiv zu werden. Um nun die Familie nicht in Verruf zu bringen, wählte er anstelle seines angestammten Namens das Pseudonym „Nick Knatterton“. Dessen geflügeltes Wort „Kombiniere, …“ ging in den deutschen Sprachgebrauch ein.
Einen fixen Gegenspieler von Nick Knatterton gab es in den Comics nicht. Jedoch tritt regelmäßig in mehreren Comics eine Gegnerin namens Virginia Peng auf, die einerseits in Knatterton verliebt ist, ihm aber andererseits auch schaden möchte, so z. B. sprengt sie mit Hilfe einiger Goldgräber (Die Goldader von Bloody Corner) ein Haus in die Luft, in dem sich Knatterton gerade aufhält. Außerdem ist sie eifersüchtig auf jede Partnerin Knattertons (was unter anderem auch ein Grund für die Sprengung des besagten Hauses war).
Allgemein waren Frauen in den Knatterton-Geschichten häufig vertreten, wurden jedoch für gewöhnlich einseitig und aus Sicht des männlichen Chauvinismus dargestellt. In den Comics wurden Knatterton mehrmals Heiratsanträge gemacht, denen er jedoch
jedes Mal auswich („Meine Braut ist die Gerechtigkeit!“). Doch nach der Episode "Die Erbschaft in der Krawatte" ging (mit Schmidts Worten) der „Traum vieler Frauen in Erfüllung“: Nick Knatterton kam unter die Haube. Die glückliche Braut war die Millionenerbin Linda Knips, der Knatterton zu ihrem Erbe verhalf. Nick gab Linda nach der Hochzeit das Versprechen, nie wieder auf Ganovenjagd zu gehen, damit „er nicht beschädigt wird“. Im Band 5 Nick Knatterton mit Toni Knatter – Nochmal 100 Abenteuer: Der Drohbrief im Pyjama + Die Erbschaft in der Krawatte tritt als Nachwuchsdetektiv Toni Knatter auf.
Nach dieser Episode sollten die Abenteuer Knattertons eigentlich enden, doch die Leser „zwangen dem Autor wieder den Stift in die Hand“.

## Verfilmungen

Vorspannlogo zur Zeichentrickserie (1979)

Motive aus der Comicserie sowie Neukreationen wurden in den Jahren 1978 bis 1980 von Manfred Schmidt in dessen eigenem Studio als Zeichentrick verfilmt, die deutsche Erstausstrahlung erfolgte am 17. April 1978 in der ARD.  Der slowenische Trickfilmkünstler Miki Muster übernahm die Animation. Die Serie zeichnet sich dadurch aus, dass die Figuren wortlos durch die Handlung geführt werden und die Handlung vom Synchronsprecher Christian Marschall erzählt wird. In einigen Folgen sagt oder denkt Knatterton einige Passagen mit der Stimme von Hans Jürgen Diedrich. Ein weiteres Hauptmerkmal sind die schematischen Darstellungen der technischen Raffinessen, die in der Serie vorkommen, die meist als Röntgenschnitt erklärt werden. Die insgesamt 14 Episoden (Länge 10 bis 25 Minuten) und der Einführungsfilm (ca. 5 Minuten) sind mittlerweile auf zwei DVDs erhältlich.
Im Jahr 1959 entstand als deutsche Produktion der Knatterton-Realfilm Nick Knattertons Abenteuer – Der Raub der Gloria Nylon, der jedoch nicht Manfred Schmidts Gefallen fand. Unter der Regie von Hans Quest spielte Karl Lieffen die Hauptrolle. Außerdem spielten mit: Gert Fröbe, die Kabarettisten Wolfgang Müller und Wolfgang Neuss, Günter Pfitzmann und Susanne Cramer in der Rolle der Gloria. Die Musik stammte von Willy Mattes, der u. a. auch die Musik zu den Edgar-Wallace-Filmen Der Frosch mit der Maske (1959) und Der rote Kreis (1960) schrieb.
Ein weiterer Realfilm mit dem Titel Nick Knatterton – Der Film mit Jens Schäfer in der Hauptrolle wurde im Jahr 2002 gedreht. Die Herstellerfirma musste jedoch Konkurs anmelden. Da der Film zur Konkursmasse gehörte, wurde er bislang nicht veröffentlicht. Eine Testvorführung während der Münchner Filmwoche wurde von der Kritik zerrissen.

## Charaktere in den Zeichentrickfilmen

### Nick Knatterton
Er ist die Hauptperson der Serie. Sein wahrer Name ist Nikolaus Kuno Freiherr von Knatter, und er wurde im Schloss seiner Ahnen am gleichnamigen Fluss, der Knatter, in der Nähe von Kyritz geboren. Seine Mutter ist Gräfin und liest von früh bis spät Kriminalromane. Sein Vater Kasimir Kuno Freiherr von Knatter ist ein reicher Baron. Auch Nick stöberte, seitdem er lesen konnte, in den Kriminalromanen seiner Mutter. Später beschloss er, Meisterdetektiv zu werden. Seine Familie war nur einverstanden, wenn er als Detektiv nicht den Namen Freiherr von Knatter verwendete. Er ist Anhänger der humanen Gewaltanwendung und verwendet meistens Kinnhaken, um seine Gegner zu betäuben. Er beherrscht diesbezüglich viele verschiedene Techniken. Außerdem hat er eine große Kombinationsgabe. Sein Kopf arbeitet wie ein Computer und löst damit die kniffligsten Fälle. Er hat den Hang zu Sprachspielereien (Kombiniere: Ich spiele eine Rolle im Film, nachdem man ihn in einen Film eingewickelt hatte).
Sein Helfer war Toni Knatter.

### Polizei
Die Polizei wird in der Serie tendenziell negativ dargestellt. Polizisten glauben Knatterton nie und lachen ihn immer aus, wenn er in der Klemme steckt.

### Molly Moll bzw. Dolly Dur
Molly Moll ist ein Fotomodell, die wiederholt in den Geschichten auftritt und meistens nur halb bekleidet dargestellt wird. Ihr wichtigstes Merkmal ist wohl ihre Naivität. Molly Moll hat blonde Haare. Später lässt sie sich ihre Haare braun färben und nennt sich nun Dolly Dur.

### Tresor-Theo
Ein Verbrecher, der Komplize von Juwelen-Jupp und Virginia Peng ist. Er ist für das Knacken von Tresoren bekannt. In der Episode "Freitags immer" erscheint er erstmals, hat aber dort keinerlei Verbindungen, sondern es sind nur seine Fingerabdrücke auf Molly Molls Gesäß zu finden. Später hat er das Verbrecherdasein satt und wird Leibwächter von Barbara Beerbottle, einer Millionärswitwe.

### Juwelen-Jupp
Juwelen-Jupp ist einer von Knattertons Hauptgegnern. Er ist ein berüchtigter Juwelendieb und hat einen Zwillingsbruder namens Miezen-Max. Er ist außerdem der Freund von Virginia Peng, der Wirtin der Alibi-Bar. Trotz vieler Komplizen wird er immer von Knatterton aufgedeckt. Äußerliches Merkmal ist sein Leberfleck auf der linken Hand.

### Miezen-Max
Miezen-Max ist der Zwillingsbruder von Juwelen-Jupp. Die beiden Zwillinge sehen einander sehr ähnlich und sind gleich gekleidet. Sie werden für eine Person gehalten, die verschiedene Namen benutzt. Doch in der Episode Bargeld, Betten und Brillianten erscheinen beide; somit wird klar, dass es sich nicht um nur eine Person handelt.

### Hinke-Hugo
Hinke-Hugo erscheint nur in der Episode Freitags immer. Er ist Verbrecher und wurde wegen Raubs angezeigt, doch Nick Knatterton konnte seine Unschuld beweisen. Er ist auch Gast in der Alibi-Bar.

### Virginia Peng
Virginia Peng, geborene Schulze, früher bekannt als Die Jungfrau, ist die Wirtin der Alibi-Bar und sozusagen eine Gangster-Braut. Sie ist eine Freundin des Juwelendiebs Juwelen-Jupp und Chefin der Unterwelt (abgesehen von Juwelen-Jupp). Außerdem ist sie Stiefmutter von Mi-Tse Meyer, der Wirtin des Lokals Bei Mi-Tse, nachdem sie deren Vater Tsching-Peng heiratete. Sie hat braunes, lockiges Haar und eine kräftige Figur. Zudem hat sie eine Schwäche für Knatterton und entgeht in den meisten Fällen am Ende der Justiz.

### Max Wachs
Max Wachs’ größtes Hobby ist, Prominente als Wachsfiguren darzustellen. Er gehört zur Bande von Virginia Peng und erstellt Wachsfiguren, die seine Komplizen darstellen, womit er ihnen falsche Alibis verschaffen kann.

### Schläger-Schorsch
Er ist ein Komplize von Juwelen-Jupp und ein gefährlicher Schläger. Er ist der stärkste der Bande, aber nicht der hellste.

### Konrad Knicker
Ein geiziger Millionär, der in der Episode Die Geheimnisse der Alibi-Bar mittels eines kompromittierenden Fotos erpresst wird. Knicker ist so geizig, dass er sich nicht einmal einen Wachhund kaufen will, sondern stattdessen ein Wiedergabegerät (Tonband) mit Hundegebell verwendet.

### Karoline Knicker
Sie ist die Gattin von Konrad Knicker und hat eine Tochter namens Rabattina. Sie tut sich mit Virginia Peng zusammen, um von ihrem Gatten Geld für ein Gewand zu erpressen, aber auch damit Rabattina unter die Haube kommt.

### Rabattina Knicker
Sie ist die Tochter von Konrad und Karoline Knicker. Sie steckt mit ihrer Mutter bezüglich der Erpressung unter einer Decke.

### Stiftzahn-Heini
Sein wirklicher Name ist unbekannt. Er ist ein Komplize von Virginia, der Wirtin der Alibi-Bar. Den Namen bekam er wegen seines abgebrochenen Zahns.

### Archibald Spleen
Letzter Nachfahre von John Spleen und verheiratet mit Gwendolyn. Gwendolyn setzt sich zur Erhaltung von britischen Schlossgeistern ein. Sally ist ihre gemeinsame Tochter.

## Liste der Geschichten

### Comics (1950–1964)
(in Klammern die historische Reihenfolge)
1. Der Schuß in den künstlichen Hinterkopf (1)
2. Die Goldader von Bloody Corner (3)
3. Der Stiftzahn des Caprifischers (9)
4. Der indische Diamantenkoffer (5)
5. Die Erbschaft in der Krawatte (11)
6. Die Million im Eimer (13)
7. Ein Kopf fiel in die Themse (17)
8. Das Geheimnis der Superbiene (18)
9. Die Rasierseifen-Geheimwaffe (2)
10. Der Schatz im Gipsbein (7)
11. Ein Schloß fällt in die Tür (8)
12. Der Drohbrief im Pyjama (10)
13. Veridium 275 (12)
14. Das Geheimnis hinterm Bullauge (15)
15. Affen, Frauen und Brillanten (16)
16. Freitag abend um neun (14)
17. Die gestohlene Hüftlinie (6)
18. Das Verbrechen der losen Schraube (4)

### Zeichentrickfilme
1. Kennen Sie Knatterton?
2. Freitags immer
3. Die Geheimnisse der Alibi-Bar
4. Täter, Türen und Tresore
5. Miezen, Macher und Moneten
6. Spesen, Spinner und Spione
7. Bargeld, Betten und Brillianten
8. Die ferngelenkte Super-Biene
9. Ballermänner und Computer
10. Sammler, Fälscher und Ganoven
11. Der kriminelle Brühwürfel
12. Ein Kopf fiel in die Themse
13. Greifer, Girls und Grandhotels
14. Moden, Maler und Modelle
15. Finten, Flirts und Filmmacher

## Hörspielfassungen
Im März 2007 veröffentlichte Der Audio Verlag (DAV) die beiden folgenden Hörspiele auf CD:
- Nick Knatterton: Der Schuß in den künstlichen Hinterkopf. ISBN 978-3-89813-622-8.
- Nick Knatterton: Der indische Diamantenkoffer. ISBN 978-3-89813-621-1.

Im Februar 2008 folgten zwei weitere CDs:
- Nick Knatterton: Die Erbschaft in der Krawatte. ISBN 978-3-89813-743-0.
- Nick Knatterton: Die Million im Eimer, Das Geheimnis hinterm Bullauge. ISBN 978-3-89813-744-7.

## Ausstellungen
- 1998: Kombiniere... Manfred Schmidt – ein Humorist mit Hintergedanken. Wilhelm-Busch-Museum Hannover, 18. Januar 1998 bis 22. März 1998.
- 2013: Nick Knatterton und andere Abenteuer – Manfred Schmidt zum 100. Geburtstag,  Wilhelm-Busch-Museum für Karikatur und Zeichenkunst (Hannover, Georgengarten), 13. Januar bis 21. April 2013.[9][10]
- 2014: Alles klar Herr Kommissar? Knatterton, Kottan, Emil und andere Detektive. Karikaturmuseum Krems, 6. April bis 16. November 2014.[11]

## Trivia
Manfred Schmidt war mit Loriot befreundet. Eine Cartoon-Figur im typischen Loriot-Stil hat einen Cameo-Auftritt in drei aufeinander folgenden Panels der Geschichte Das Geheimnis der Superbiene. „Sie sind hier im ganz falschen Buch“, sagt Nick Knatterton zu der Figur.